# الفارع آل معمى

تعديل مصدري - تعديل

الفارع آل معمى هي إحدى قرى عزلة سباح بمديرية سباح التابعة لمحافظة أبين، بلغ تعداد سكانها 39 نسمة حسب تعداد اليمن لعام 2004.